# Campionatul de fotbal din Cisiordania
Campionatul de fotbal din Cisiordania este unul din eșaloanele din sistemul competițional fotbalistic din Autoritatea Națională Palestiniană. Celălalt este Campionatul de fotbal din Fâșia Gaza.

## Clasamentul sezonului 2009-2010[1]
| Loc | Echipă               | Meciuri | Victorii | Egaluri | Înfrângeri | Goluri pentru | Goluri împotrivă | Puncte | Golaveraj |
| --- | -------------------- | ------- | -------- | ------- | ---------- | ------------- | ---------------- | ------ | --------- |
| 1   | Jabal Al-Mukaper     | 22      | 15       | 4       | 3          | 43            | 19               | 49     | +24       |
| 2   | Jerusalem Hilal Club | 22      | 12       | 6       | 4          | 43            | 19               | 42     | +24       |
| 3   | Shabab Al-Amaari     | 22      | 13       | 3       | 6          | 42            | 22               | 42     | +20       |
| 4   | Taraji Wadi Al-Nes   | 22      | 11       | 6       | 5          | 36            | 23               | 39     | +13       |
| 5   | Thagafi Tulkarem     | 22      | 11       | 2       | 6          | 39            | 31               | 35     | +8        |
| 6   | Shabab Al-Khaleel    | 22      | 9        | 7       | 6          | 36            | 26               | 34     | +10       |
| 7   | Markaz Tulkarem      | 22      | 9        | 5       | 8          | 25            | 32               | 32     | -7        |
| 8   | Shabab Al-Thahrea    | 22      | 8        | 6       | 8          | 32            | 28               | 30     | +4        |
| 9   | Al-Birah Institution | 22      | 8        | 5       | 9          | 36            | 32               | 29     | +4        |
| 10  | Shabab Al Ibedea     | 22      | 4        | 8       | 10         | 24            | 47               | 20     | -23       |
| 11  | Beit Ummar (R)       | 22      | 2        | 3       | 17         | 20            | 52               | 9      | -32       |
| 12  | Shabab Al Khader (R) | 22      | 1        | 3       | 18         | 19            | 64               | 6      | -45       |

| Culorile reprezintă: |
| Campioana            |
| Retrogradate         |

## Golgeterii sezonului 2009-2010
| Jucător        | Țară                     | Echipă               | Goluri |
| -------------- | ------------------------ | -------------------- | ------ |
| Ali Ayesh      | Teritoriile Palestiniene | Shabab Al-Khaleel    | 10     |
| M. Elian       | Teritoriile Palestiniene | Jerusalem Hilal Club | 8      |
| Ismael Alamour | Teritoriile Palestiniene | Jabal Al-Mukaper     | 8      |